# Гастропарез
Гастропарез (гастро- від давньогрецького γαστήρ — gaster, «шлунок»; і -paresis, πάρεσις — «частковий параліч»), також званий уповільненим спорожненням шлунка, є медичним розладом, що полягає в слабких м'язових скороченнях (перистальтиці) шлунка, що призводить до того, що їжа та рідина залишаються в шлунку протягом тривалого періоду часу. Таким чином, вміст шлунка повільніше виходить у дванадцятипалу кишку травного тракту. Це може призвести до нерегулярного засвоєння поживних речовин, неадекватного харчування та поганого контролю рівня цукру в крові.
Симптоми включають нудоту, блювання, біль у животі, відчуття ситості незабаром після початку їжі (раннє насичення), здуття живота та печію. Найпоширенішим відомим механізмом є вегетативна нейропатія нерва, який іннервує шлунок: блукаючого нерва. Неконтрольований цукровий діабет є основною причиною цього пошкодження нерва; інші причини включають постінфекційні та травми блукаючого нерва.
Діагноз встановлюється за допомогою одного або кількох із наведених нижче методів: рентгенівське обстеження з барієм, страва з біфштексу з барієм, радіоізотопне сканування випорожнення шлунка, манометрія шлунка, езофагогастродуоденоскопія (EGD) і дихальний тест із стабільним ізотопом. Ускладнення включають недоїдання, втому, втрату ваги, дефіцит вітамінів, кишкову непрохідність через безоари та надмірний ріст бактерій у тонкій кишці. Харчовий стан пацієнта слід контролювати за допомогою дієти або, якщо пероральне споживання не є адекватним, через зонд для годування через еюностому.
Лікування включає зміну дієти, ліки для стимуляції випорожнення шлунка, ліки для зменшення блювоти та хірургічні підходи.
Крім того, як лікування можна використовувати електричну стимуляцію шлунка (GES; дозволена при звільненні від використання спеціального пристрою для годування).
Загальне виживання пацієнтів з гастропарезом значно нижче, ніж виживання у загальній популяції. Це пов'язано з поганими результатами діагностування та лікування.

## Ознаки та симптоми
Найпоширенішими симптомами гастропарезу є наступні:
- Хронічна нудота
- Блювання (особливо неперетравленої їжі)
- Біль у животі
- Відчуття ситості після кількох шматків їжі

Серед інших симптомів:
- Здуття живота
- Болі в тілі (міалгія)
- Нестабільний рівень глюкози в крові
- Кислотний рефлюкс (ГЕРХ)
- Печія
- Відсутність апетиту
- Ранкова нудота
- М'язова слабкість
- Нічна пітливість
- Серцебиття
- Спазми стінки шлунка
- Запор або рідкісне випорожнення
- Втрата ваги, недоїдання
- Утруднене ковтання

Блювота може виникнути не у всіх випадках, оскільки хворі можуть змінити свій раціон, щоб включати лише невелику кількість їжі.

## Причини
Транзиторний гастропарез може виникнути при гострому захворюванні будь-якого типу, як наслідок певного лікування раку чи інших препаратів, що впливають на травну діяльність, або через неправильний режим харчування. Симптоми майже ідентичні симптомам низької кислотності шлунка, тому більшість лікарів зазвичай рекомендують спробувати додаткову соляну кислоту, перш ніж переходити до інвазивних процедур, необхідних для підтвердження пошкодження нерва. У хворих на рак може розвинутися гастропарез через нейропатію, спричинену хіміотерапією, імуносупресію, що супроводжується вірусними інфекціями, що залучають шлунково-кишковий тракт, такі процедури, як целіакія, паранеопластична нейропатія чи міопатія, або після алогенної трансплантації кісткового мозку через реакцію «трансплантат проти господаря».
Симптоми гастропарезу подібні до сповільненого випорожнення шлунка, спричиненого прийомом деяких опіоїдів, антидепресантів і ліків від алергії, а також високого кров'яного тиску. Для пацієнтів, які вже мають гастропарез, це може погіршити стан. Понад 50 % усіх випадків гастропарезу мають ідіопатичний характер і невідомі причини. Однак гастропарез часто спричинений вегетативною нейропатією. Він може статися у людей з діабетом 1 або 2 типу, приблизно 30–50 % серед давніх діабетиків. Саме цукровий діабет був названий найпоширенішою причиною гастропарезу, оскільки високий рівень глюкози в крові може впливати на хімічні зміни в нервах. Блукаючий нерв пошкоджується дуже тривалими періодами (порядка років) високого рівня глюкози в крові або недостатнім транспортуванням глюкози в клітини, що призводить до гастропарезу. Проблеми з наднирковими і щитоподібною залозою також можуть бути причиною.
Гастропарез також пов'язаний із захворюваннями сполучної тканини, такими як склеродермія та синдром Елерса–Данлоса, а також неврологічними станами, такими як хвороба Паркінсона та множинна системна атрофія. Він може виникати як частина мітохондріального захворювання. Опіоїди та антихолінергічні препарати можуть спричинити медикаментозний гастропарез. Хронічний гастропарез може бути спричинений іншими видами пошкодження блукаючого нерва, наприклад, хірургічними втручаннями на черевній порожнині. Інтенсивне куріння сигарет також є вірогідною причиною, оскільки куріння спричиняє пошкодження слизової оболонки шлунка. Ідіопатичний гастропарез (гастропарез без відомої причини) становить третину всіх хронічних випадків; вважається, що багато з цих випадків викликані аутоімунною відповіддю, викликаною гострою вірусною інфекцією. Гастроентерит, мононуклеоз та інші захворювання неоднозначно пов'язували з виникненням захворювання, але жодне систематичне дослідження не довело цей зв'язок.
Розподіл за статтю пацієнтів непропорційний — переважно це жінки. Одне з можливих пояснень цього відкриття полягає в тому, що у жінок за своєю природою тривалість спорожнення шлунка довша, ніж у чоловіків. Існує припущення про зв'язок з гормонами, оскільки симптоми гастропарезу посилюються за тиждень до менструації, коли рівень прогестерону найвищий. Жодна з теорій не доведена остаточно.

## Механізм
На молекулярному рівні вважається, що гастропарез може бути спричинений втратою експресії оксиду азоту нейронами, оскільки клітини шлунково-кишкового тракту виділяють оксид азоту. Ця важлива сигнальна молекула виконує різні функції в шлунково-кишковому тракті та м'язах по всьому тілу. Коли рівень оксиду азоту низький, гладка мускулатура та інші органи можуть не працювати належним чином. Іншими важливими компонентами шлунка є інтерстиціальні клітини Кахаля (ICC), які діють як провідники, оскільки вони передають сигнали від рухових нейронів для створення електричного ритму в клітинах гладких м'язів. Більш низькі рівні оксиду азоту також корелюють із втратою клітин ICC, що в кінцевому підсумку може призвести до втрати функції гладкої мускулатури шлунка, а також в інших областях шлунково-кишкового тракту.
Патогенез симптомів діабетичного гастропарезу включає:
- Втрата нейронів шлунка, що містять синтазу оксиду азоту (NOS), відповідає за дефект рефлексу акомодації, що призводить до раннього насичення та відчуття ситості після незначного прийому їжі.[12]
- Порушення електромеханічної активності міентеричного сплетення відповідає за затримку випорожнення шлунка, що призводить до нудоти та блювання.[12]
- Сенсорна нейропатія стінки шлунка може бути причиною епігастрального болю.[12]
- Аномальна діяльність кардіостимулятора (тахібрадіаритмія) може генерувати шкідливий сигнал, що передається до ЦНС, викликаючи нудоту та блювання.[12]

## Діагностика
Гастропарез можна діагностувати за допомогою таких тестів, як рентгенівське дослідження з барієм, манометрія та дослідження спорожнення шлунка. Для рентгенівського знімка пацієнт після голодування випиває рідину, що містить барій, що буде видно на рентгенівському знімку, і лікар зможе побачити, чи є ще їжа в шлунку. Це може бути простим способом визначити, чи є у пацієнта затримка спорожнення шлунка. Клінічне визначення гастропарезу базується виключно на часі спорожнення шлунка (а не на інших симптомах), і тяжкість симптомів не обов'язково корелює з тяжкістю гастропарезу. Таким чином, у деяких пацієнтів може бути виражений гастропарез з невеликою кількістю серйозних ускладнень, якщо вони взагалі є.
В інших випадках або якщо рентгенологічне дослідження не дає остаточних результатів, лікар може попросити пацієнта з'їсти страву з тосту, води та яйця, що містять радіоактивний ізотоп, щоб він міг спостерігати, як страва перетравлюється, і побачити, як повільно вона рухається травним трактом. Це може бути корисним для діагностики пацієнтів, які здатні перетравлювати рідину, але не тверду їжу.

## Ускладнення
Ускладнення гастропарезу включають:
- Коливання рівня глюкози в крові через непередбачуваний час травлення через зміни швидкості та кількості їжі, що надходить у тонку кишку. Це погіршує стан діабету, але не викликає сам діабет. Відсутність контролю рівня цукру в крові посилить гастропарез.[14]
- Загальне недоїдання через симптоми захворювання (які часто включають блювання та зниження апетиту), а також зміни дієти, необхідні для лікування. Особливо це може викликати дефіцит вітамінів (зокрема цингу) через нездатність перетравлювати свіжі фрукти.[15]
- Сильна втома та втрата ваги через дефіцит калорій.[14]
- Кишкова непрохідність внаслідок утворення безоарів (твердих мас неперетравленої їжі). Це може викликати нудоту та блювоту, які, у свою чергу, можуть бути небезпечними для життя, якщо вони перешкоджають проходженню їжі через тонку кишку.[14]
- Надмірний ріст бактерій тонкої кишки зазвичай спостерігається у пацієнтів з гастропарезом.[16]
- Бактеріальна інфекція внаслідок надмірного зростання кількості неперетравленої їжі.[14]
- Зниження якості життя, оскільки гастропарез може ускладнити виконання роботи та виконання інших обов'язків.[14]

## Лікування
Лікування включає зміну раціону, ліки для стимуляції випорожнення шлунка, ліки для зменшення блювання та хірургічні підходи.
Дієтичне лікування передбачає дієти з низьким вмістом клітковини та, в деяких випадках, обмеження жиру або твердої їжі. Їжа меншими порціями з інтервалом у дві-три години добре себе зарекомендувала. Уникнення таких продуктів, як рис або яловичина, які викликають індивідуальні проблеми, такі як біль у животі або запор, допоможе уникнути симптомів.
Метоклопрамід, антагоніст рецептора дофаміну D2, підвищує скорочувальну здатність і тонус спокою в шлунково-кишковому тракті, покращуючи спорожнення шлунка. Крім того, дія антагоніста дофаміну в центральній нервовій системі запобігає нудоті та блюванню. Подібним чином антагоніст дофамінових рецепторів домперидон використовується для лікування гастропарезу. Відомо, що еритроміцин покращує спорожнення шлунка, але його ефект є тимчасовим через тахіфілаксію та зникає через кілька тижнів постійного застосування. Силденафілу цитрат, який посилює приплив крові до статевих органів у чоловіків, використовується деякими лікарями для стимуляції шлунково-кишкового тракту у випадках діабетичного гастропарезу. Антидепресант міртазапін довів ефективність у лікуванні гастропарезу, який не реагує на звичайне лікування. Це пов'язано з його протиблювотними та стимулюючими апетит властивостями. Міртазапін діє на той самий рецептор серотоніну (5-HT3), що й популярний протиблювотний засіб ондансетрон.
Каміцинал (camicinal) — новий перспективний агоніст рецепторів мотиліну, що показав ефективність у дослідженнях in vitro та in vivo. Цей експериментальний препарат показав здатність індукувати фазові скорочення і посилювати гастроінтестинальну моторику в собак, причому для каміцинала не характерний розвиток тахіфілаксії у процесі застосування.
В особливих випадках, коли лікування хронічної нудоти та блювання виявляється резистентним до ліків, може бути використана імплантована стимуляція шлунка, тобто імплантація медичного пристрою, який застосовує нейростимуляцію м'язів нижньої частини живота, щоб зменшити симптоми. Це робиться лише у рефрактерних випадках, лікування яких жодними медичними заходами не дало результатів (як правило, принаймні протягом двох років лікування). Медикаментозно рефрактерний гастропарез також можна лікувати за допомогою пілороміотомії, яка розширює вихідний отвір шлунка шляхом розрізання кругового м'яза пілоруса. Це можна зробити лапароскопічно або ендоскопічно (називається G-POEM). Було показано, що вертикальна рукавна гастректомія — процедура, під час якої видаляють частину або всю уражену частину шлунка — має певний успіх у лікуванні гастропарезу в пацієнтів із ожирінням, а в деяких випадках навіть виліковує його. Подальші дослідження були рекомендовані через обмежений розмір вибірки попередніх досліджень.
У випадках постінфекційного гастропарезу пацієнти мають симптоми та залишаються недіагностованими в середньому від 3 тижнів до 6 місяців, перш ніж їхню хворобу правильно ідентифікують і почнуть лікування.

## Прогноз

### Постінфекційний
Випадки постінфекційного гастропарезу проходять самостійно, з відновленням протягом 12 місяців після початкових симптомів, хоча деякі випадки тривають більше 2 років. У дітей тривалість, як правило, коротша, а перебіг хвороби легший, ніж у підлітків і дорослих.

### Діабетична гастропатія
Діабетична гастропатія зазвичай повільно прогресує і може стати важкою та летальною.

## Поширеність
Постінфекційний гастропарез, який становить більшість випадків ідіопатичного гастропарезу, вражає до 4 % американського населення. Статистика для жінок у віці 20-30 років виглядає такою, що вони більше вразливі. Одне дослідження 146 американських пацієнтів із гастропарезом показало, що середній вік пацієнтів становив 34 роки, причому 82 % хворих були жінками, тоді як інше дослідження показало, що пацієнти були молодого або середнього віку, і до 90 % були жінками.
Було проведено лише одне справжнє епідеміологічне дослідження ідіопатичного гастропарезу, яке було завершено Рочестерським епідеміологічним проектом. Вони розглянули пацієнтів з 1996 по 2006 роки, які зверталися за медичною допомогою замість випадкової вибірки населення, і виявили, що поширеність затримки спорожнення шлунка була в чотири рази вищою серед жінок. Медикам і дослідникам важко зібрати достатньо даних і надати точні цифри, оскільки для вивчення гастропарезу потрібні спеціальні лабораторії та обладнання.